# جائزة ماليزيا الكبرى 2015
جائزة ماليزيا الكبرى 2015 (بالإنجليزية: 2015 Malaysian Grand Prix)‏ هو سباق فورمولا 1 أقيم في حلبة سيبانغ الدولية، كوالالمبور، ماليزيا. كان الثاني من أصل 19 في بطولة العالم لسباقات الفورمولا واحد موسم 2015. حلّ الألماني سباستيان فيتل أولا.